# Asplundia flavovaginata
Asplundia flavovaginata är en enhjärtbladig växtart som beskrevs av Gunnar Wilhelm Harling. Asplundia flavovaginata ingår i släktet Asplundia och familjen Cyclanthaceae. Inga underarter finns listade.